# 图雷加诺
图雷加诺，是西班牙卡斯蒂利亚-莱昂塞戈维亚省的一个市镇。 总面积71平方公里，总人口1096人（2001年），人口密度15人/平方公里。